# Accademia Lubrański

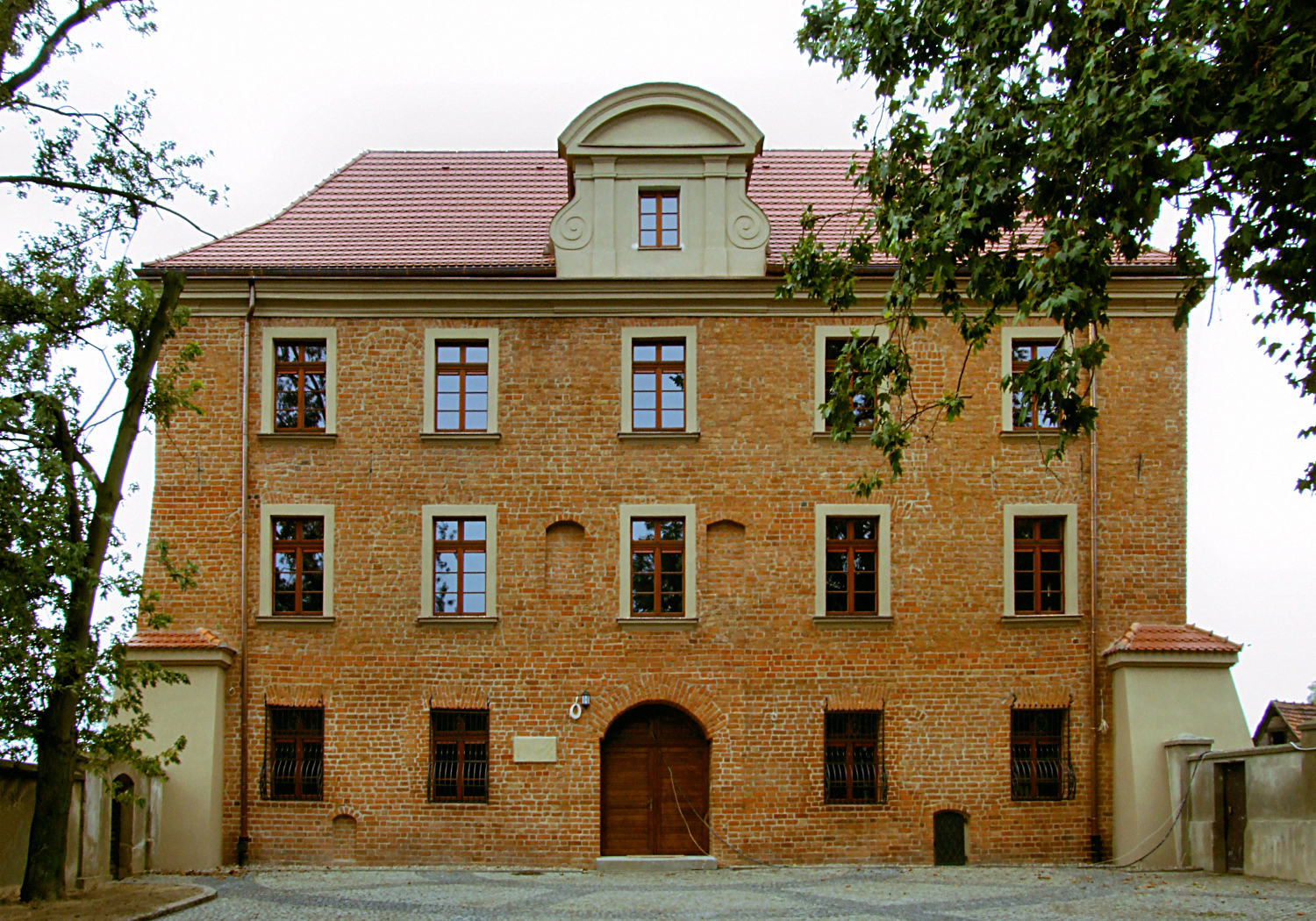
L'Accademia Lubrański

L'Accademia Lubrański (in polacco: Akademia Lubrańskiego; in latino: Collegium Lubranscianum) fu un collegio universitario fondato nel 1518 a Poznań dal vescovo Jan Lubrański. Fu il primo istituto con aspirazioni universitarie - non era infatti una vera e propria università - di Poznań.

## Storia
Il primo rettore dell'Accademia fu l'umanista di Poznań Tomasz Bederman. Un altro professore notevole fu Grzegorz z Szamotuły.
L'Accademia Lubrański aspirava all'indipendenza dall'Accademia di Cracovia, ma finì per diventarne una facoltà con sede distaccata. L'Accademia Lubrański comprendeva sei scuole: filosofia, logica, matematica, lingue antiche (latino, greco), legge e retorica.
L'edificio principale dell'Accademia fu restaurato nel XVII e XVIII secolo.
Nel 1795 l'Accademia fu unita al Collegium Posnaniae gestito dai gesuiti.
Oggi l'edificio storico dell'Accademia, situato sull'isola Ostrów Tumski, ospita gli archivi dell'arcidiocesi di Poznań.